# Geophilus
Geophilus är ett släkte av mångfotingar som beskrevs av Leach 1814. Geophilus ingår i familjen storjordkrypare.

## Dottertaxa tillGeophilus, i alfabetisk ordning[1][2]
- Geophilus admarinus
- Geophilus aenariensis
- Geophilus alaskanus
- Geophilus algarum
- Geophilus alzonis
- Geophilus ampyx
- Geophilus anonyx
- Geophilus arenarius
- Geophilus atopodon
- Geophilus aztecus
- Geophilus bipartitus
- Geophilus bobolianus
- Geophilus bosniensis
- Geophilus brevicornis
- Geophilus brunneus
- Geophilus carpophagus
- Geophilus caucasicus
- Geophilus cayugae
- Geophilus chalandei
- Geophilus challengeri
- Geophilus claremontus
- Geophilus compactus
- Geophilus conjungens
- Geophilus crenulatus
- Geophilus debilis
- Geophilus delotus
- Geophilus dentatus
- Geophilus duponti
- Geophilus easoni
- Geophilus elazigus
- Geophilus electricus
- Geophilus embius
- Geophilus erzurumensis
- Geophilus eudontus
- Geophilus flavus
- Geophilus fossuliferus
- Geophilus foveatus
- Geophilus frigidanus
- Geophilus fruitanus
- Geophilus fucorum
- Geophilus ganonotus
- Geophilus garutti
- Geophilus gavoyi
- Geophilus geronimo
- Geophilus gigas
- Geophilus glaber
- Geophilus glyptus
- Geophilus guanophilus
- Geophilus hartmeyeri
- Geophilus honozus
- Geophilus ibericus
- Geophilus indianae
- Geophilus infossulatus
- Geophilus insculptus
- Geophilus intermissus
- Geophilus joyeuxi
- Geophilus judaicus
- Geophilus kobelti
- Geophilus koreanus
- Geophilus labrofissus
- Geophilus langkofelanus
- Geophilus lanius
- Geophilus leionyx
- Geophilus lemuricus
- Geophilus litorivagus
- Geophilus longicapillatus
- Geophilus madeirae
- Geophilus marginatus
- Geophilus minimus
- Geophilus monoporus
- Geophilus mordax
- Geophilus multiporus
- Geophilus mundus
- Geophilus mustiquensis
- Geophilus nanus
- Geophilus nasintus
- Geophilus nealotus
- Geophilus nicolanus
- Geophilus okolonae
- Geophilus oligopus
- Geophilus orae
- Geophilus oregonus
- Geophilus orientalis
- Geophilus orientis
- Geophilus osquidatum
- Geophilus oweni
- Geophilus parki
- Geophilus pauciporus
- Geophilus pauropus
- Geophilus persephones
- Geophilus phanus
- Geophilus piae
- Geophilus piedus
- Geophilus pinivagus
- Geophilus polyporus
- Geophilus procerus
- Geophilus promontorii
- Geophilus proximus
- Geophilus punicus
- Geophilus pusillifrater
- Geophilus pusillus
- Geophilus pygmaeus
- Geophilus pyrenaicus
- Geophilus regnans
- Geophilus rex
- Geophilus rhodopensis
- Geophilus ribauti
- Geophilus richardi
- Geophilus ridleyi
- Geophilus secundus
- Geophilus setiger
- Geophilus seurati
- Geophilus shoshoneus
- Geophilus sibiricus
- Geophilus silesiacus
- Geophilus simoporus
- Geophilus smithi
- Geophilus strictus
- Geophilus strigosus
- Geophilus studeri
- Geophilus sukacevi
- Geophilus tampophor
- Geophilus tenellus
- Geophilus tenuiculus
- Geophilus transitus
- Geophilus trichopus
- Geophilus truncorum
- Geophilus ungviculatus
- Geophilus varians
- Geophilus venezuelae
- Geophilus winnetui
- Geophilus virginiensis
- Geophilus vittatus
- Geophilus yavapainus